# Paul Sérusier
Paul Sérusier (9. listopadu 1864, Paříž – 7. října 1927, Morlaix, Finistère) byl francouzský malíř, průkopník abstraktního umění a inspirátor avantgardního hnutí Nabis, syntetismu a cloisonismu.

## Životopis
Narodil se v dobře situované obchodnické rodině v Paříži. V roce 1875 byl přijat na pařížské lyceum Condorcet, kde studoval filozofii, řečtinu, latinu a přírodní vědy. Lyceum dokončil v roce 1883. Roku 1885 se zapsal ke studiu na Julianově akademii v Paříži, kde se mimo jiné spřátelil s Alfonsem Muchou či s Mauricem Denisem. Léto 1888 strávil v pensionu Gloanec v bretaňském Pont-Avenu, kde se přidal ke skupince umělců kolem Émile Bernarda a Paula Gauguina. V té době tam pod Gauguinovým dohledem namaloval obraz, který vešel ve známost jako Talisman. Šlo o krajní uplatnění cloisonismu, které se blížilo čisté abstrakci.
Sérusier byl postimpresionista, člen skupiny, která si říkala Les Nabis, nabisté neboli proroci. Tento název vymyslel Sérusier společně s Paulem Gauguinem. K nejznámějším nabistům patřili Pierre Bonnard, Édouard Vuillard a Maurice Denis.
Paul Sérusier později vyučoval na Académie Ranson v Paříži a v roce 1921 vydal knihu ABC de la peinture (ABC malířství). Zemřel v bretaňském městě Morlaix.
Sérusier pátral po základech složek malby. Zdobit plochu podle něj znamenalo zdůraznit její dobré proporce. Nejsou-li dobré, slouží zdobení jen k jejich zakrytí. Pak je to jen skrývačka, podvod, lež, nikoli umělecká tvorba.

## Galerie

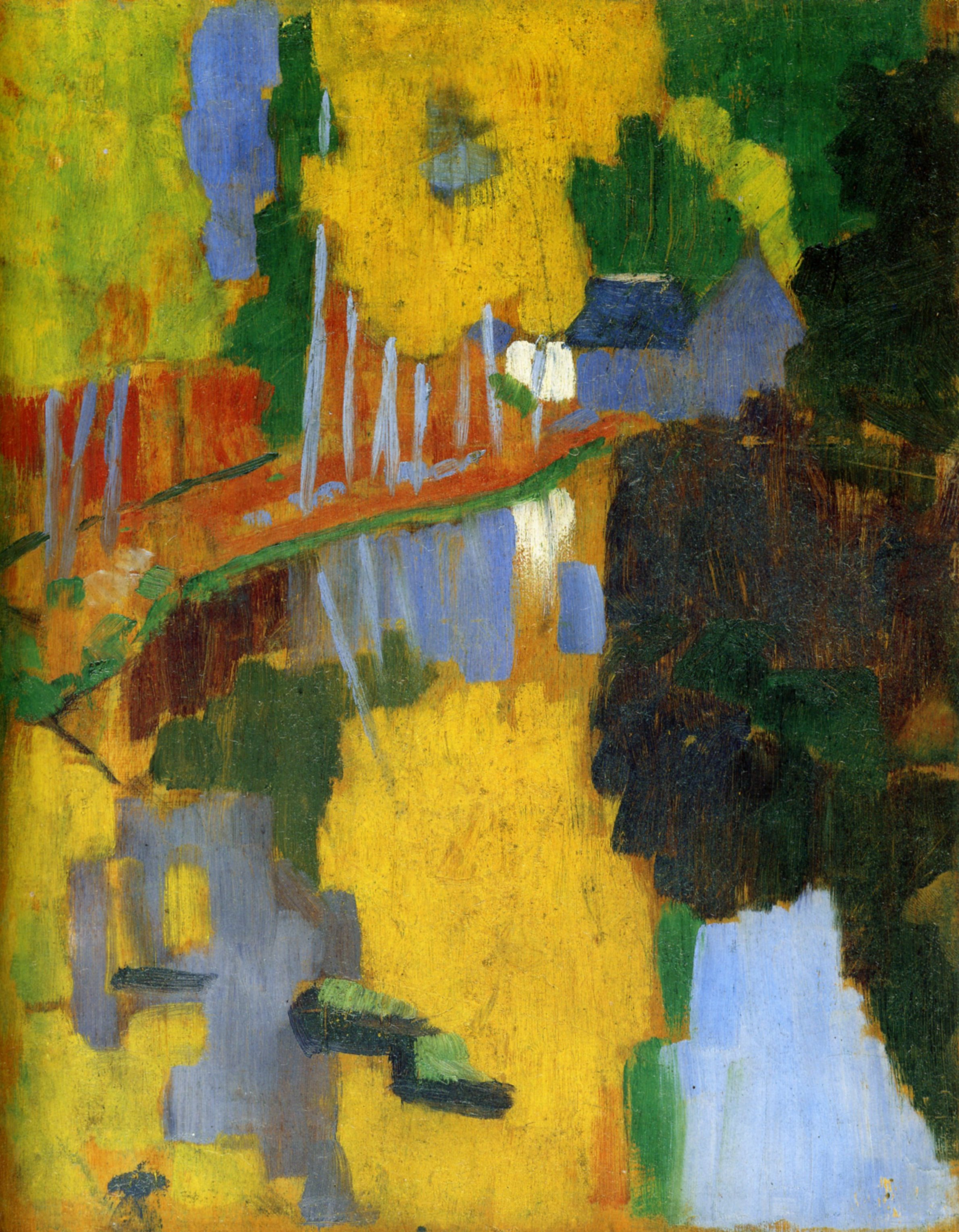
Talisman, 1888
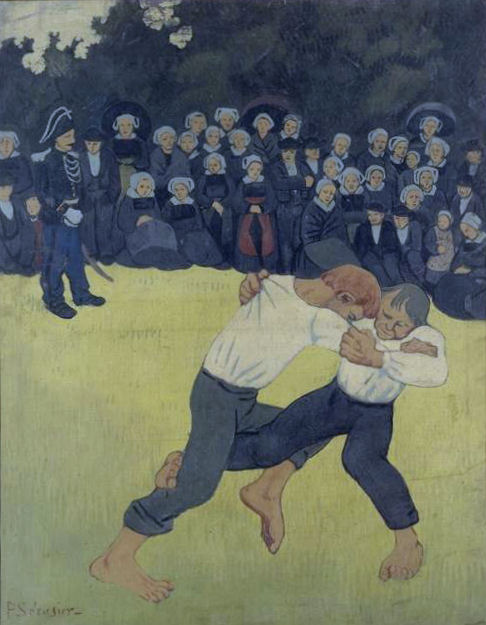
Bretaňský zápas, 1890
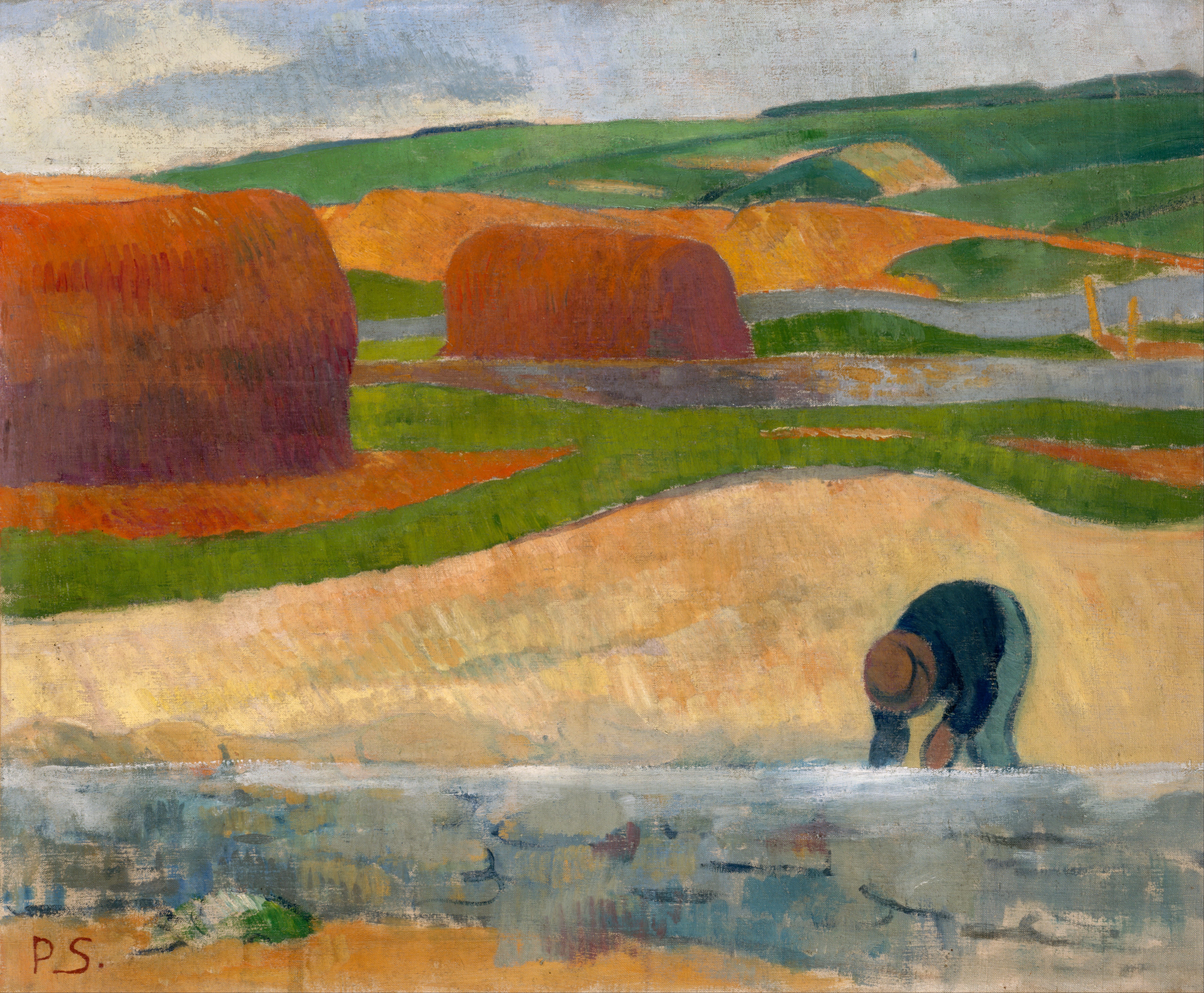
Sběrač chaluh, circa 1890
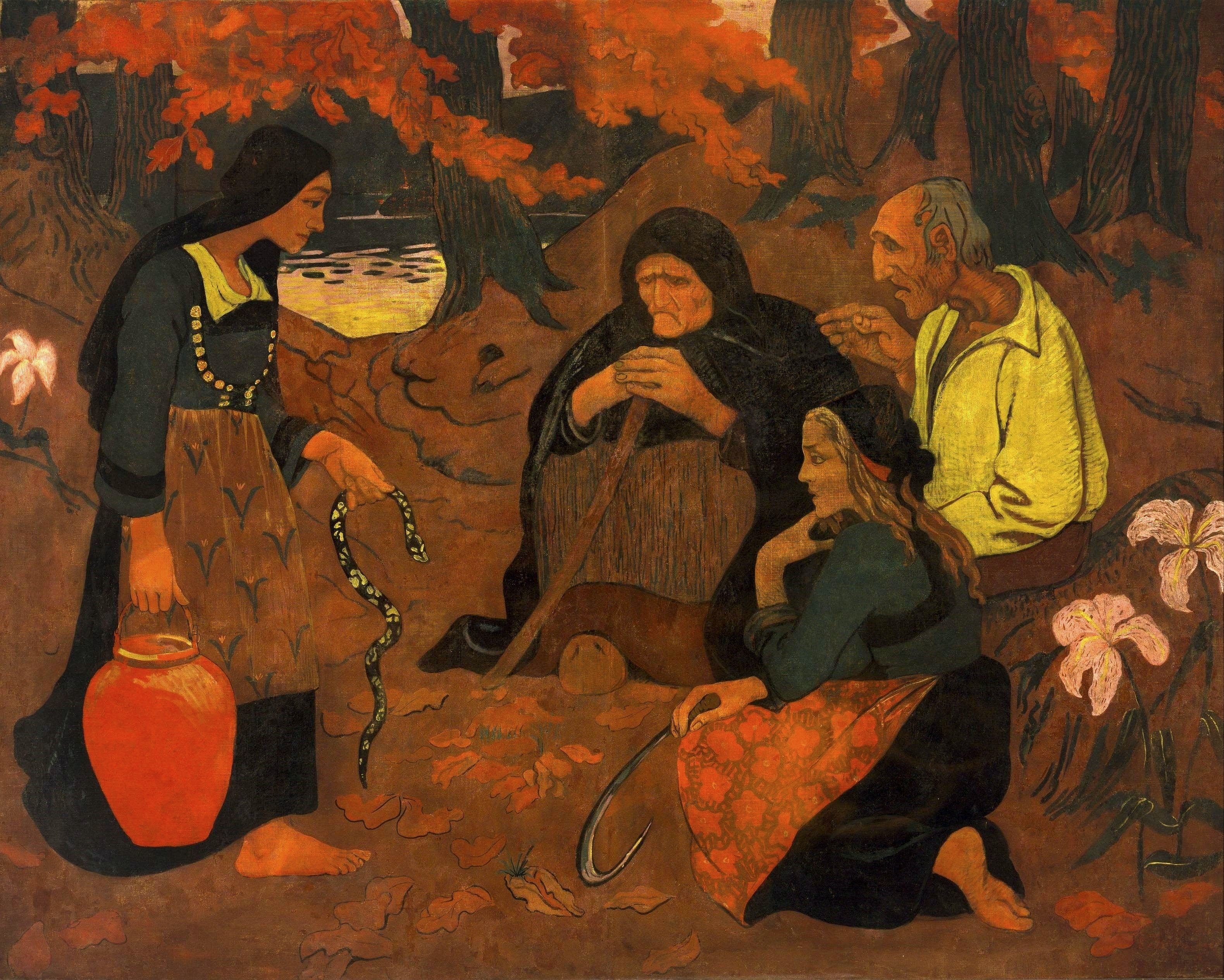
Pojídači hadů, 1894